# A-na-luật

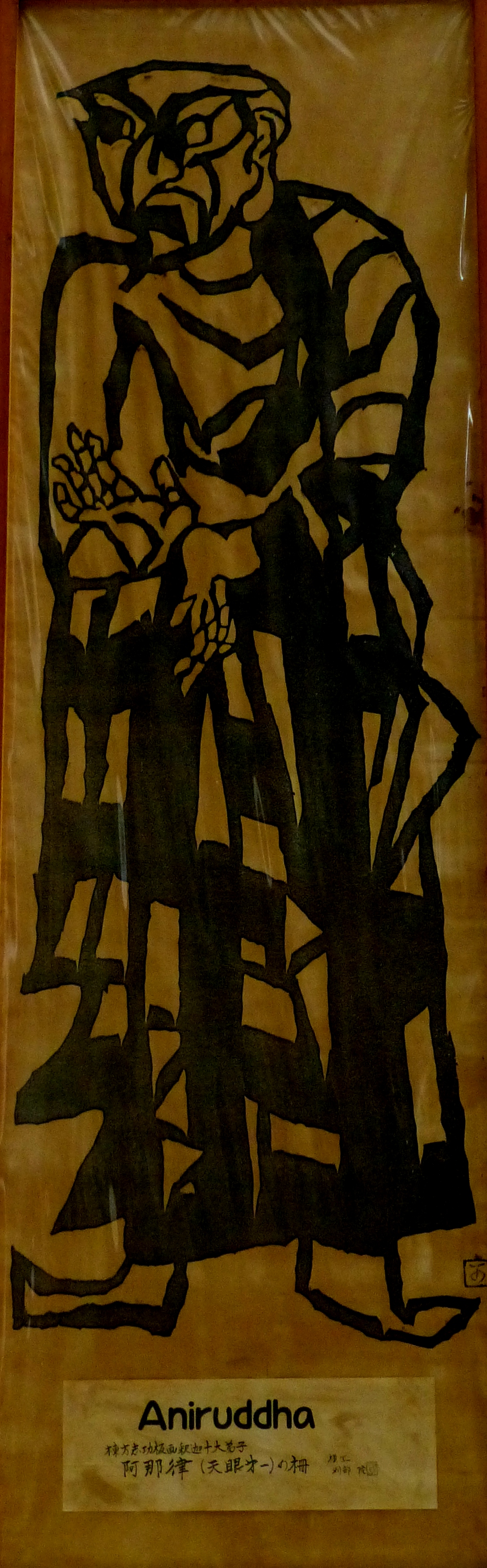
Tranh vẽ về A-na-luật (Aniruddha)

A-na-luật hay A-nậu-lâu-đà (tiếng Phạn: Anuruddha/Aniruddha; tiếng Tạng: མ་འགགས་པ་; tiếng Trung: 阿那律) là một trong Thập đại đệ tử và là anh em họ của Đức Phật Cồ Đàm. Tôn giả A Na Luật (Anuruddha) là con trai của Amitodana và là anh trai của Mahanama và công chúa Rohini (sau cũng là đệ tử của Đức Phật). Vì Amitodana là anh trai của Vua Tịnh Phạn (Suddhodana), vua của tộc Thích Ca ở Ca Tỳ La Vệ (Kapilavastu) nên Anuruddha chính là anh em họ với Tất Đạt Đa (Siddhartha, tức là Phật Cồ Đàm sau này). A-na-luật sinh ra là một người thuộc dòng dõi đẳng cấp cao nên ông được nuôi dưỡng trong sự giàu có. Khi Đức Phật Gautama trở về quê hương hai năm sau khi giác ngộ, thuyết giảng Phật pháp cho hoàng tộc Thích Ca. Ông đã cùng với ba người anh em họ Bhaddiya (Bạt Đề), Ananda (Nan Đề), Devadatta (Đề Bà Đạt Đa) và người hầu của họ là Ưu-bà-ly (Upali) đã được Đức Phật cho phép xuất gia quy y tại khu rừng xoài Anupiya. Trong hàng đệ tử thì ông là là vị thượng thủ trong giáo đoàn và sau khi Đức Phật nhập diệt thì tôn giả cùng với 500 vị đại A La Hán lo kết tập kinh điển trong núi Kỳ Xà Quật.

## Truyền kỳ
Vì tôn giả có thể thấy được tam thiên đại thiên thế giới (Cutùpapàta Nàna/Nhãn Thông Sinh Tử Ðồ) nên Đức Phật khen tặng ông là đệ nhất Thiên nhãn trong hàng Thanh văn (Sravaka)  là một thần thông nằm trong Tam Thế Pháp (Tilokiyadhamma). Khi tôn giả A Na Luật không phải hoàn toàn ở trong chốn rừng núi lo tu tập phận mình. A Na Luật bề ngoài có vẻ lạnh lùng, nhưng trong tâm nhiệt tình Xóm Ma Na Đề Đa ở nước Chiêm Bà (Champa) có người đau nặng, nghe tôn giả A Na Luật thuyết pháp liền dứt hết lo buồn phiền não. Đối với người bệnh, Tôn giả thuyết pháp an ủi, thường rất có hiệu quả. Tôn giả cũng thích thăm viếng người bệnh luôn. Khi A Na Luật ngủ đêm tại nhà một thường dân, đã bị thiếu nữ trong nhà dụ dỗ lôi kéo nên Tôn giả phát nguyện không ghé nhà ai ban đêm, đối với một vị tỳ kheo đi hóa đạo thật có nhiều việc bất tiện, nhưng A Na Luật đã quen với nếp sống đơn giản, ngày ăn một bữa, dưới cây ngủ một đêm. Một hôm, A Na Luật đang du hóa tại một làng quê, chiều tối thì đi ra khu rừng kế cận tọa thiền thì gặp cướp. Tôn giả dùng lời thuỳ miên đánh thức lương tâm của bọn cướp vứt khí giới, bỏ lòng hung ác, sám hối sửa đổi, và lãnh thọ lời chỉ dạy của Tôn giả, phát nguyện quy y Phật, thay lòng đổi mặt để làm người tử tế, A Na Luật bảo bọn cướp đem hết tài bảo trả lại cho dân chúng, những gia đình bị mất cướp đều cảm tạ Tôn giả, cũng nguyện quy y Phật.